# 4563 Kahnia
4563 Kahnia eller 1980 OG är en asteroid i huvudbältet som upptäcktes den 17 juli 1980 av den amerikanske astronomen Edward L.G. Bowell vid Anderson Mesa Station. Den är uppkallad efter Franz D. Kahn.
Asteroiden har en diameter på ungefär 5 kilometer.